# Tim Kaine
Timothy Michael "Tim" Kaine, ameriški senator, * 26. februar 1958, Minnesota, ZDA.
Leta 1983 je dokončal pravo na Harvardu in se zaposlil kot odvetnik.
Njegova žena Anne Holton je hčerka nekdanjega republikanskega guvernerja Virginije Linwooda Holtona. Anne je trenutno ministrica za šolstvo zvezne države Virginije.
V politiko se je podal leta 1994. Leta 2006 je postal guverner Virginije. Leta 2010 je postal vidni član odbora demokratske stranke.
22. julija 2016 ga je Hillary Clinton predlagala za podpredsedniško mesto v tekmi za predsednika Združenih držav Amerike leta 2016.